# Лопашино (Ливенский район)
Лопашино — деревня в Ливенском районе Орловской области России. Входит в состав Дутовского сельского поселения.

## География
Деревня находится в юго-восточной части Орловской области, в лесостепной зоне, в пределах центральной части Среднерусской возвышенности, на расстоянии примерно 12 километров (по прямой) к северо-западу от города Ливны, административного центра района. Абсолютная высота — 229 метров над уровнем моря.

### Климат
Климат умеренно континентальный, с умеренно холодной зимой и тёплым летом. Средняя многолетняя температура самого холодного месяца (января) составляет −9,2 °C (абсолютный минимум — −39 °C); самого тёплого месяца (июля) — 18,8 °C (абсолютный максимум — 38 °C). Безморозный период длится около 140—150 дней. Среднегодовое количество атмосферных осадков составляет 515 мм, из которых большая часть (около 360 мм) выпадает в тёплый период. Снежный покров держится в течение 120—130 дней.

### Часовой пояс
Деревня Лопашино, как и вся Орловская область, находится в часовой зоне МСК (московское время). Смещение применяемого времени относительно UTC составляет +3:00.

## Население
| 2010 |
| ---- |
| 47   |

### Национальный состав
Согласно результатам переписи 2002 года, в национальной структуре населения русские составляли 98 % из 46 чел.